# Diego Aguirre (ragbista)
Diego Aguirre (23. září 1974, Montevideo) je bývalý uruguayský ragbista, který hrál jako útoková spojka nebo tříčtvrtka. Byl kapitánem Uruguaye na MS 2003. Zúčastnil se i MS 1999, kde byl se 17 body nejlépe bodujícím uruguayským hráčem na jejich historicky prvním mistrovství světa. 
Za svou zemi odehrál 74 zápasů a připsal si 115 bodů. Ve všech reprezentačních utkáních začínal v základní sestavě. Na klubové úrovni hrál za uruguayský Carrasco Polo Club a francouzský tým US Tours.